# Bianchi (equip ciclista 1965-1966)

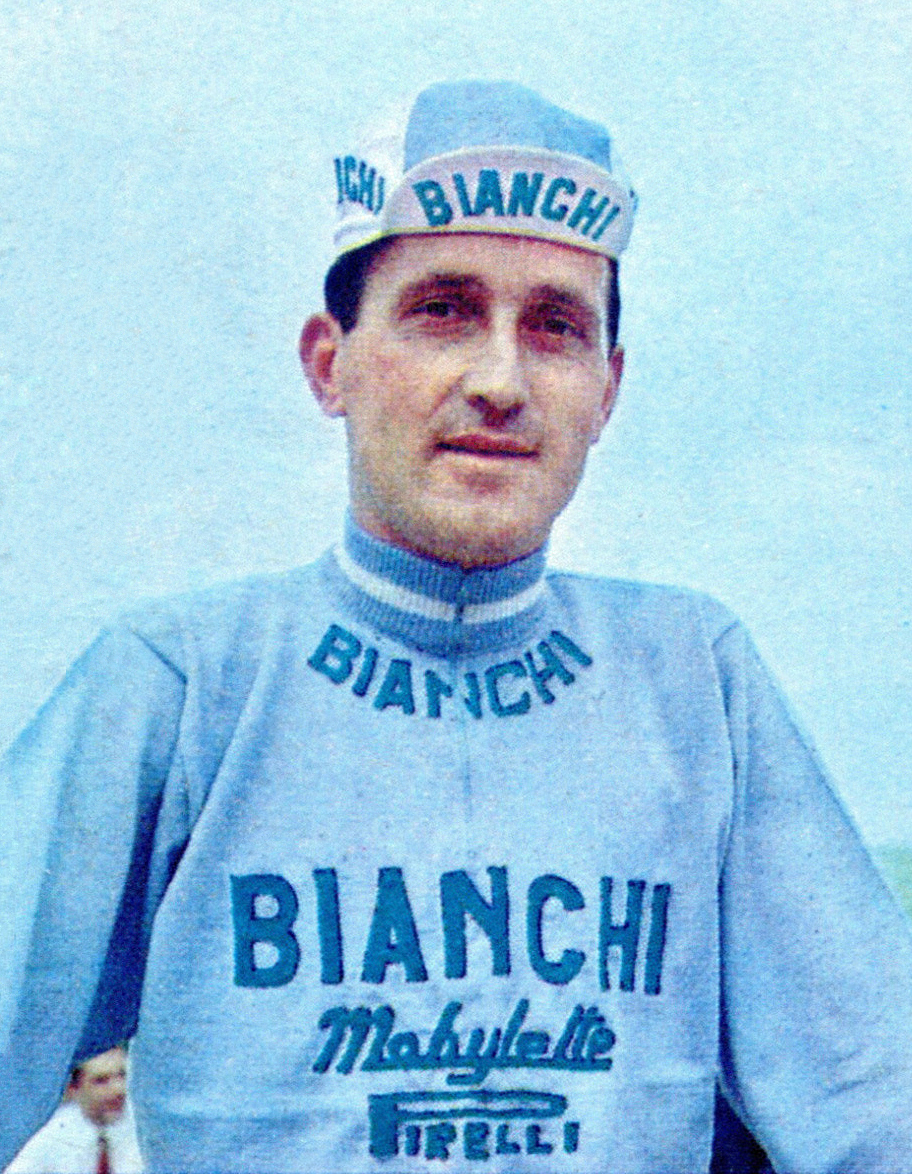
Bruno Mealli

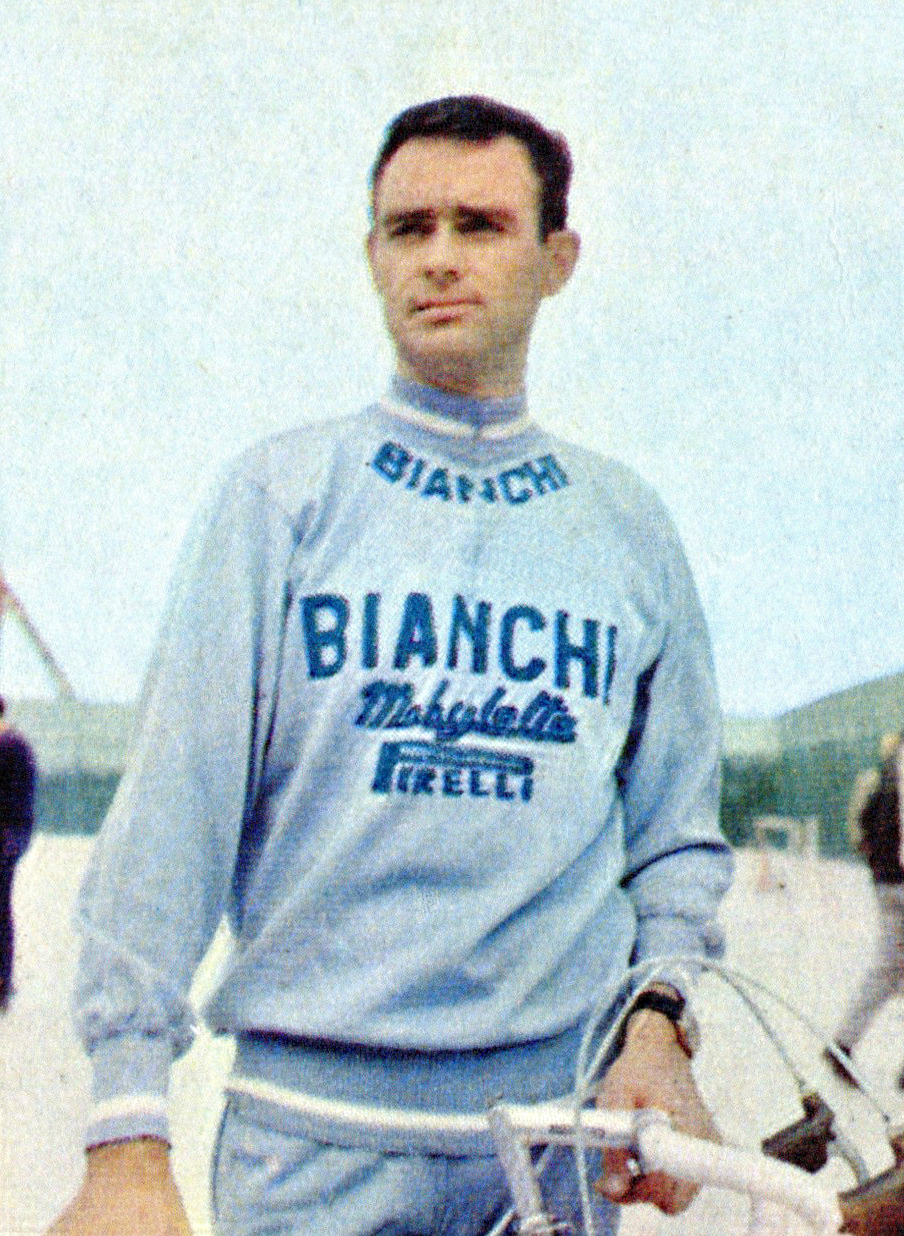
Imerio Massignan

L'equip Bianchi va ser un equip ciclista italià, de ciclisme en ruta que va competir entre 1965 a 1966. Era el successor de l'antic Bianchi.

## Principals resultats
- Giro del Piemont: Romeo Venturelli (1965)
- Giro de la Romanya: Dino Zandegù (1965)
- Coppa Sabatini: Luciano Armani (1965)
- Tirrena-Adriàtica: Dino Zandegù (1966)
- Trofeu Laigueglia: Antonio Bailetti (1966)
- Giro de l'Emília: Carmine Preziosi (1966)
- Gran Premi Ciutat de Camaiore: Bruno Mealli (1966)

### A les grans voltes
- Giro d'Itàlia
  - 2 participacions (1965, 1966)
  - 4 victòries d'etapa:
    - 2 el 1965: Luciano Armani, Bruno Mealli
    - 2 el 1966: Dino Zandegù (2)

  - 0 classificació finals:
  - 0 classificacions secundàries:

- Tour de França
  - 0 participacions

- Volta a Espanya
  - 0 participacions